# Ben Pon
Bernardus Marinus Pon (Amersfoort, 1936. december 9. – 2019. szeptember 30.) holland autóversenyző, sportlövő olimpikon, borász. 1962-ben elindult egy Formula–1-es versenyen is.

## Pályafutása
Tehetős családban nevelkedett, hiszen apja, idősebb Ben Pon a Volkswagen amerikai importőre volt. Közeli barátságot ápolt honfitársával, Carel Godin de Beauforttal, aki akkoriban az Formula–1-ben szerepelt, és már saját csapatát is felállította, amelyben vásárolt Porschékkal versenyzett. 1962-ben aztán Pon számára is eljött a lehetőség, hogy Beaufort egyik autójával kipróbálja magát a Formula–1-ben, ezt pedig hazai pályáján, Zandvoortban tehette meg, az egyetlen olyan évben, amikor a Holland Nagydíj szolgált szezonnyitóként.
Pon a mezőny négy Porschéja közül a leglassabb lett, a 18. helyre kvalifikálva a 20 pilóta közül, a verseny pedig még rosszabbul végződött számára. A rajtnál ugyan három helyet előreugrott, de csak két kört tudott zavartalanul teljesíteni, mielőtt a harmadikban megérkezett a baj. Régebbi technikát képviselő, alulteljesítő autójával túllépte a határokat, lecsúszott a pályáról, szaltózott, majd ki is repült járművéből. Csodával határos módon néhány karcolással megúszta az ijesztő bukást, de csúnya élménye után azonnal el is döntötte, hogy két kör neki bőven elég volt az együléses versenyautók világából, nem kísérti tovább a sorsot.
Visszatért a sportautókhoz, és pályafutását 1965-ben fejezte be, ekkortól pedig teljesen új vizekre evezett. Többek között több Le Mans-i 24 órás versenyen is részt vett, ahol kétszeres kategóriagyőztes volt. 1972-ben már a müncheni olimpián tűnt fel ismét, ahol galamblövészetben képviselte hazáját, és a 31. helyen zárta a tornát. Következő vállalkozása pedig már jóval nagyobb sikereket termelt, hiszen borkereskedő lett, a Bernardus Winery nevű borászatot vezette Kaliforniában.

## Eredményei

### Teljes Formula–1-es eredménylistája
(Táblázat értelmezése)

(Félkövér: pole-pozícióból indult; dőlt: leggyorsabb kört futott) 

| Év   | Csapat             | Modell      | Motor          | 1      | 2   | 3   | 4   | 5   | 6   | 7   | 8   | 9   | Helyezés | Pont |
| ---- | ------------------ | ----------- | -------------- | ------ | --- | --- | --- | --- | --- | --- | --- | --- | -------- | ---- |
| 1962 | Ecurie Maarsbergen | Porsche 787 | Porsche Flat-4 | NED Ki | MON | BEL | FRA | GBR | GER | ITA | USA | RSA | -        | 0    |

### Le Mans-i 24 órás autóverseny
| Év   | Csapat                     | Autó                    | Csapattárs              | Helyezés      |
| ---- | -------------------------- | ----------------------- | ----------------------- | ------------- |
| 1961 | Porsche System Engineering | Porsche 356B Abarth GTL | Herbert Linge           | 10.           |
| 1962 | Porsche System Engineering | Porsche 356B Abarth GTL | Carel Godin de Beaufort | nem ért célba |
| 1963 | Porsche System Engineering | Porsche 2000GS GT       | Heinz Schiller          | nem ért célba |
| 1964 | Racing Team Holland        | Porsche 904/4 GTS       | Hank van Zalinge        | 8.            |
| 1965 | Auguste Veuillet           | Porsche 904/4 GTS       | Robert Buchet           | nem ért célba |
| 1967 | Porsche System Engineering | Porsche 906K Carrera 6  | Vic Elford              | 7.            |

## Külső hivatkozások
- Bernadus Winery honlapja
- Profilja az F1 Rejects honlapján Archiválva 2019. október 1-i dátummal a Wayback Machine-ben